# Rote Rebellen
Die Roten Rebellen waren eine Gruppe sozialdemokratischer Widerstandskämpfer in München. Sie war die größte aktivste sozialdemokratische Widerstandsgruppe in München und setzte sich überwiegend aus ehemaligen Angehörigen des sozialdemokratischen Reichsbanner Schwarz-Rot-Gold und der Arbeitersportvereine zusammen.

## Geschichte
Die führenden Köpfe der Roten Rebellen waren der Mitropa-Wagenkellner Josef Lampersberger, der Reichsbahnarbeiter Franz Faltner sowie der Mitropa-Wagenkellner Josef Feuerer. Erstgenannter erledigte getarnt Kurierdienste für die im tschechischen Grenzgebiet tätige Exil-SPD. Viele  Mitkämpfer waren bei der Reichsbahn und insbesondere im Reichsbahnausbesserungswerks in Neuaubing beschäftigt. Einige lebten in der Kolonie. Die Roten Rebellen verteilten große Mengen Broschüren, Zeitungen, Tarnschriften, Flugblätter etc. Schon ab 1934 sammelten sie Fotos vom KZ Dachau. Auch planten sie einen Sprengstoffanschlag auf dem Münchner Hauptbahnhof. Dabei sollte niemand verletzt werden, vielmehr sollte ein Zeichen gesetzt werden, dass die Nationalsozialisten starke Gegner haben.
Von Anfang an wurden die Roten Rebellen von der Gestapo observiert. Da sich unter ihnen ein Spion befand, flog die Widerstandsgruppe im April 1935 auf. Faltner und seine Mitstreiter wurden verhaftet und zu langjährigen Zuchthaus- und KZ-Haftstrafen verurteilt. Nach 1945 kehrte Faltner wieder als Arbeiter zur Bahn zurück.